# Jean Maritz

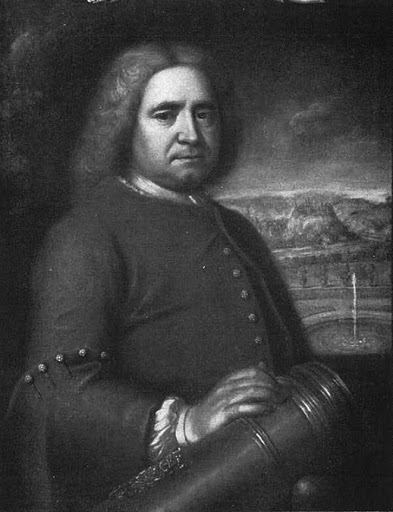

Jean Maritz (1680–1743), también conocido como Johan Maritz, era un inventor suizo, nacido en Burgdorf, Cantón de Berna, que se trasladó a Francia, convirtiéndose en "Comisario de Fundiciones" en Estrasburgo (Comisionado de las Fundaciones Reales), e inventó la máquina de perforación vertical, así como la máquina de perforación horizontal para cañones en el siglo XVIII. Sus invenciones revolucionaron la industria de la fabricación de cañones, y se convirtió en componente clave del sistema Vallière y contribuyó al desarrollo del sistema Gibeauval.
Jean Maritz primero inventó una máquina de perforación vertical para cañones encontrándose en Francia en 1713. El método de la máquina de perforación vertical sin embargo, en la cual un cañón era lentamente y de forma poco intensa perforado, era muy delicada, se tardaba mucho tiempo y era muy imprecisa. Él rápidamente desarrolló un método para taladrar horizontalmente cañones en torno a 1734.
Su hijo, también llamado Jean Maritz y que trabajó como inspector general de las fundiciones de París a partir de 1755, visitó Barcelona y Sevilla en la primavera de 1766, cuando estaba encargado de las fundiciones de París, para implantar su "sistema de fundir en sólido y el modo y práctica de suavizar el cobre de América", presentando al año siguiente a la Corte española su proyecto, que se llevó a cabo de forma exitosa.

## Galería

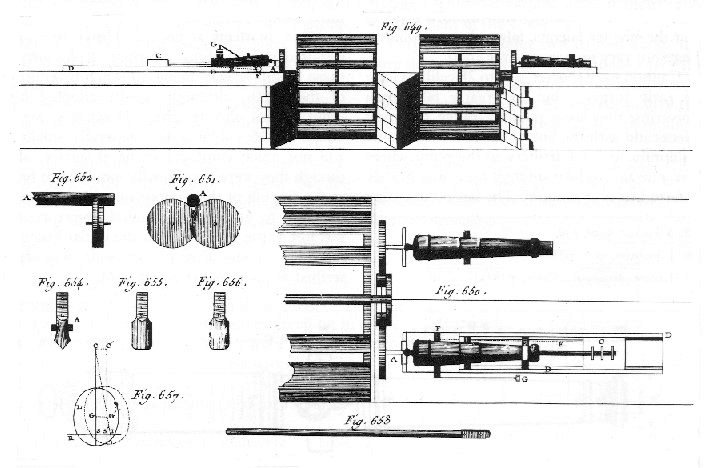
Método vertical
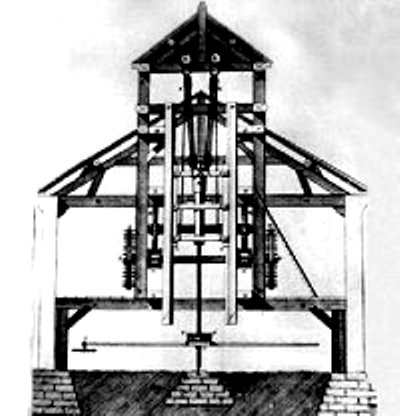
Método horizontal
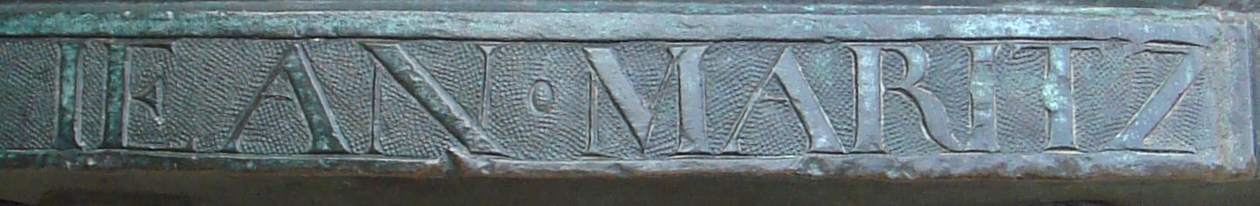
Firma del hijo de Jean Maritz en un cañón
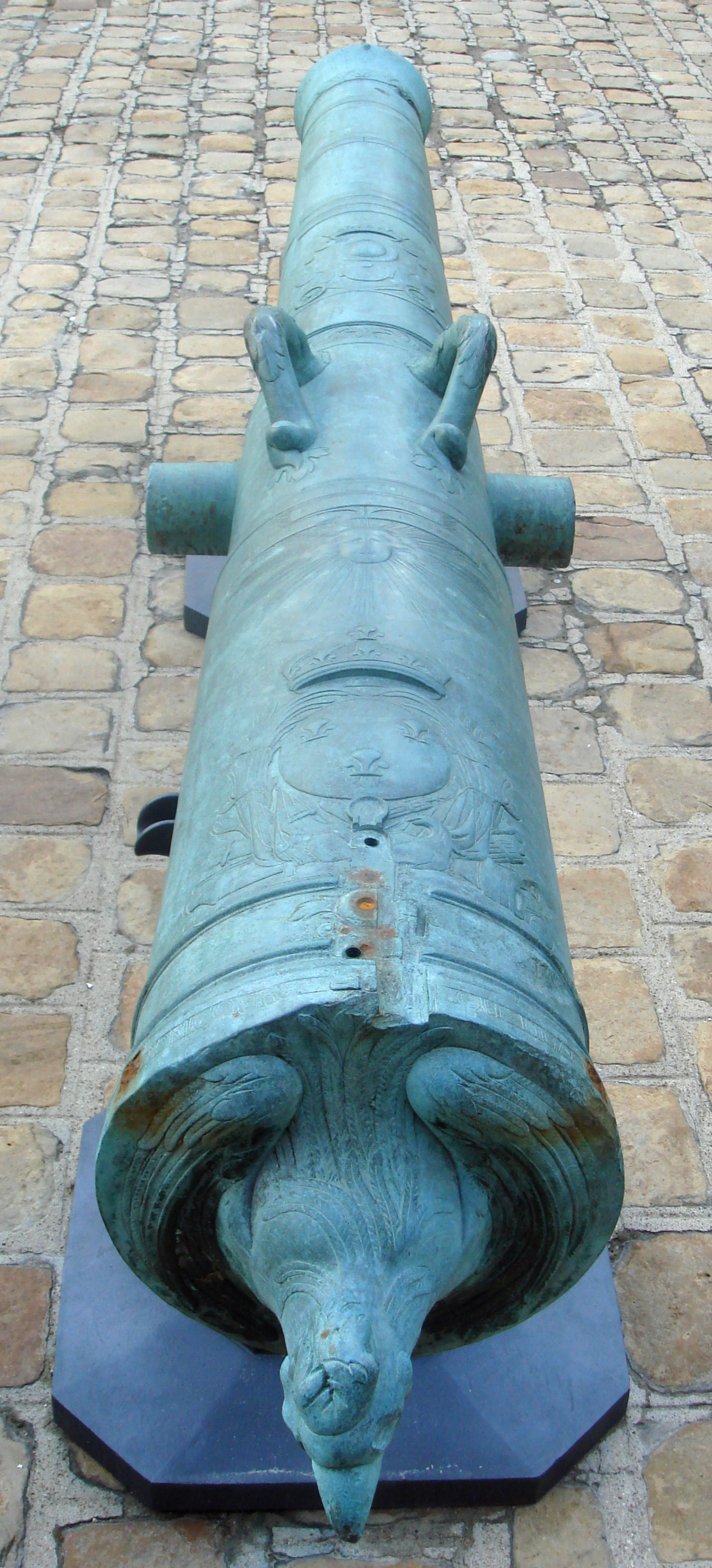
Cañón fabricado por Jean Maritz en 1734